# Lynchning

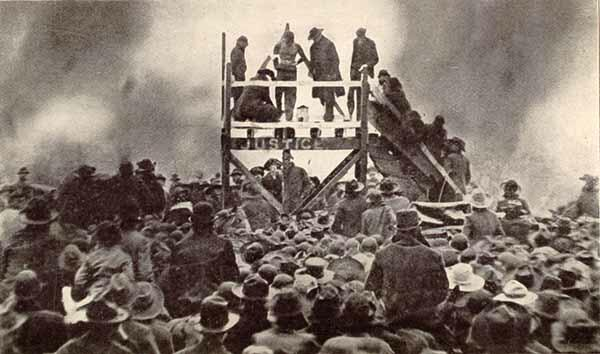
Offentlig lynchning av Henry Smith i Paris, Texas, 1893. Den afroamerikanske Smith beskylldes av folkmassan för barnamord och våldtäkt på en vit flicka.

Lynchning är ett slag av egenmäktig rättskipning, varigenom straff omedelbart utkrävs mot en förmodad förbrytare utan laga rannsakning och dom. I allmänhet består straffet i hängning, men den förmente brottslingen kan även lynchas av en uppretad folkmassa som misshandlar sitt offer till döds. Lynchning i form av våldsamt straff utan att döda kan förekomma till exempel genom metoden att smörja in offret i tjära och sedan rulla det i fjädrar.

## Bakgrund
Begreppets uppkomst är oklar, men troligt är att det uppkom efter amerikanska revolutionen, där det fick namn efter överste Charles Lynch, som lät använda metoden mot förmodade kriminella och personer som stödde britterna.
Lynchning associeras idag bland annat med de omfattande rasistiskt motiverade morden på svarta i USA under slutet av 1800-talet och ända fram till 1968. De flesta offren för lynchningar var afroamerikaner i sydstaterna. 83 % av alla dokumenterade lynchningar skedde i sydstaterna.

## Kända fall av lynchning
- Lynchningen av Axel von Fersen
- Lynchningen av Edward Coy
- Lynchningarna i St. Charles 1904
- Lynchningen av Henry Lowery
- Lynchningen av John Carter
- Rosa Luxemburg
- Karl Liebknecht
- Muammar al-Gaddafi

## Galleri

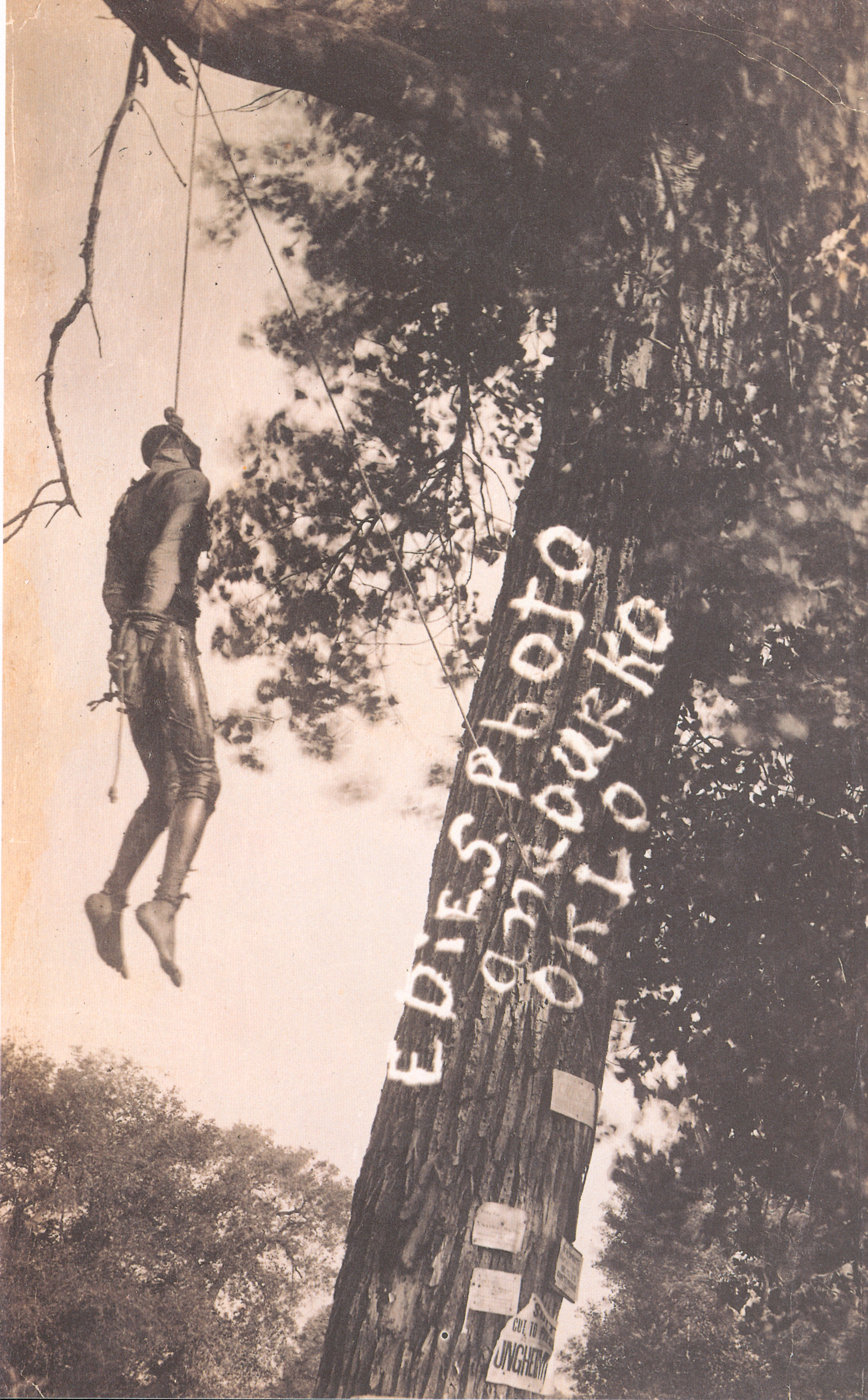
Vykort föreställande misstänkte mördaren Bennie Simmons innan han bränns indränkt i olja.
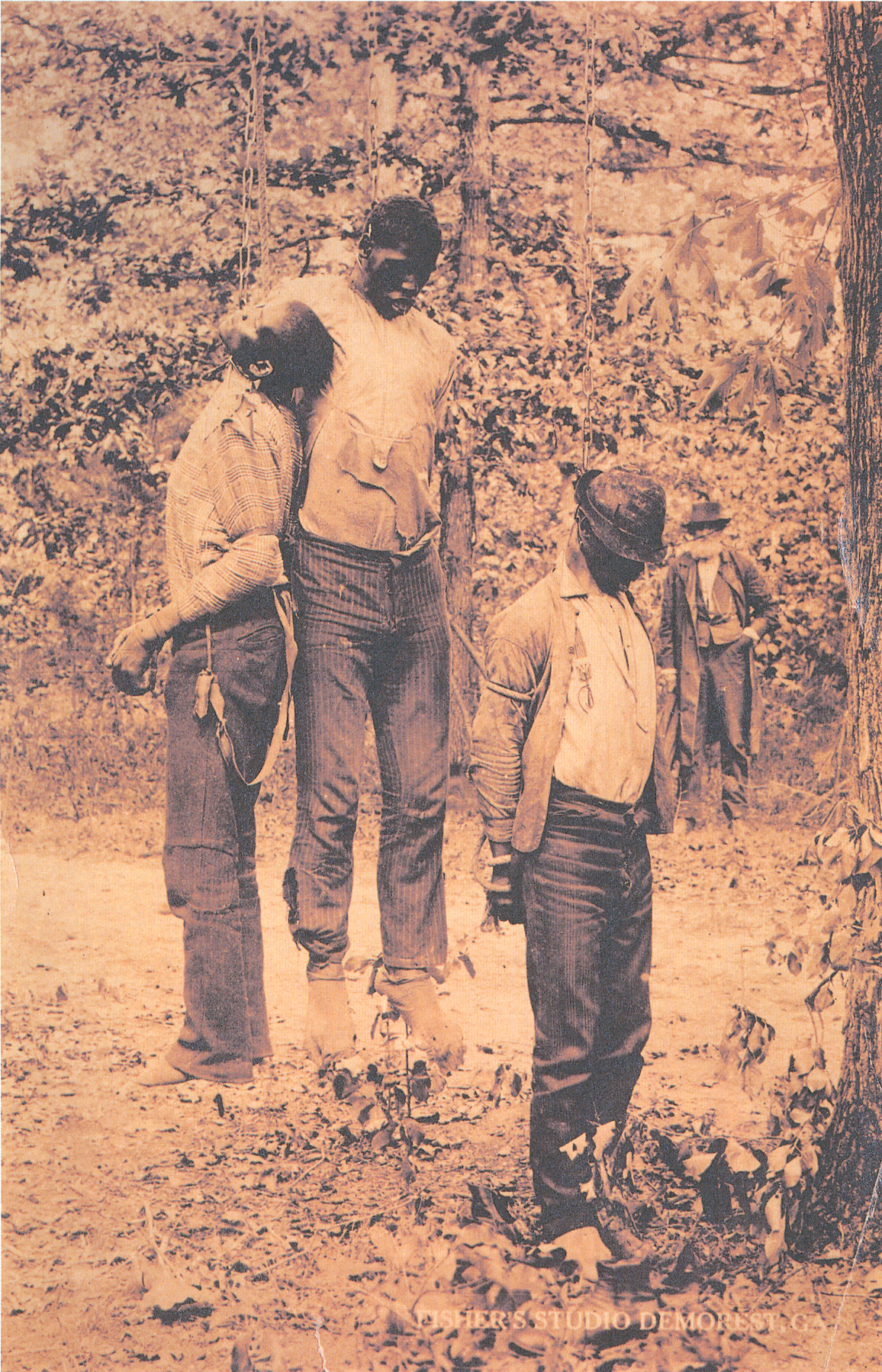
Lynchningen av de misstänkta mördarna Jim Redmond, Gus Roberson och Bob Addison.
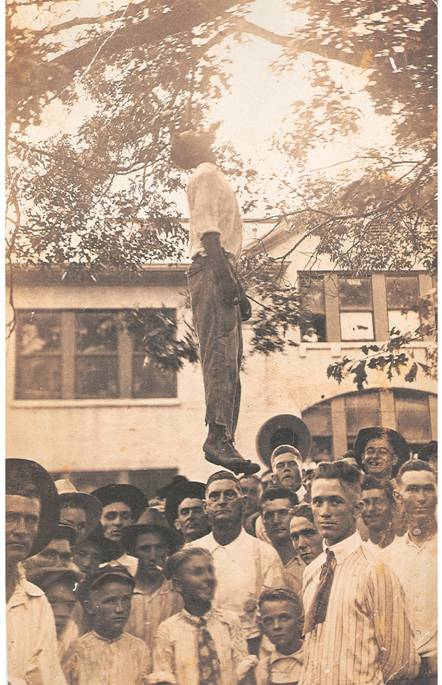
Vykort föreställande misstänkte mördaren Lige Daniels.
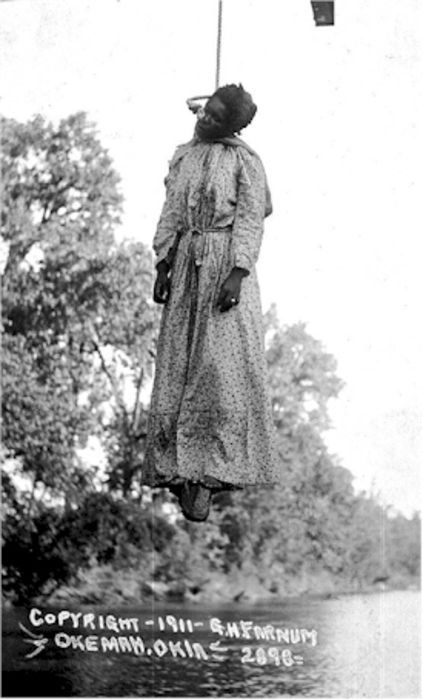
Vykort föreställande Laura Nelson, som greps tillsammans med sin 15-årige son Lawrence, och hängdes från en bro.[7] Woody Guthrie, vars far var närvarande, skrev tre sånger om händelsen.
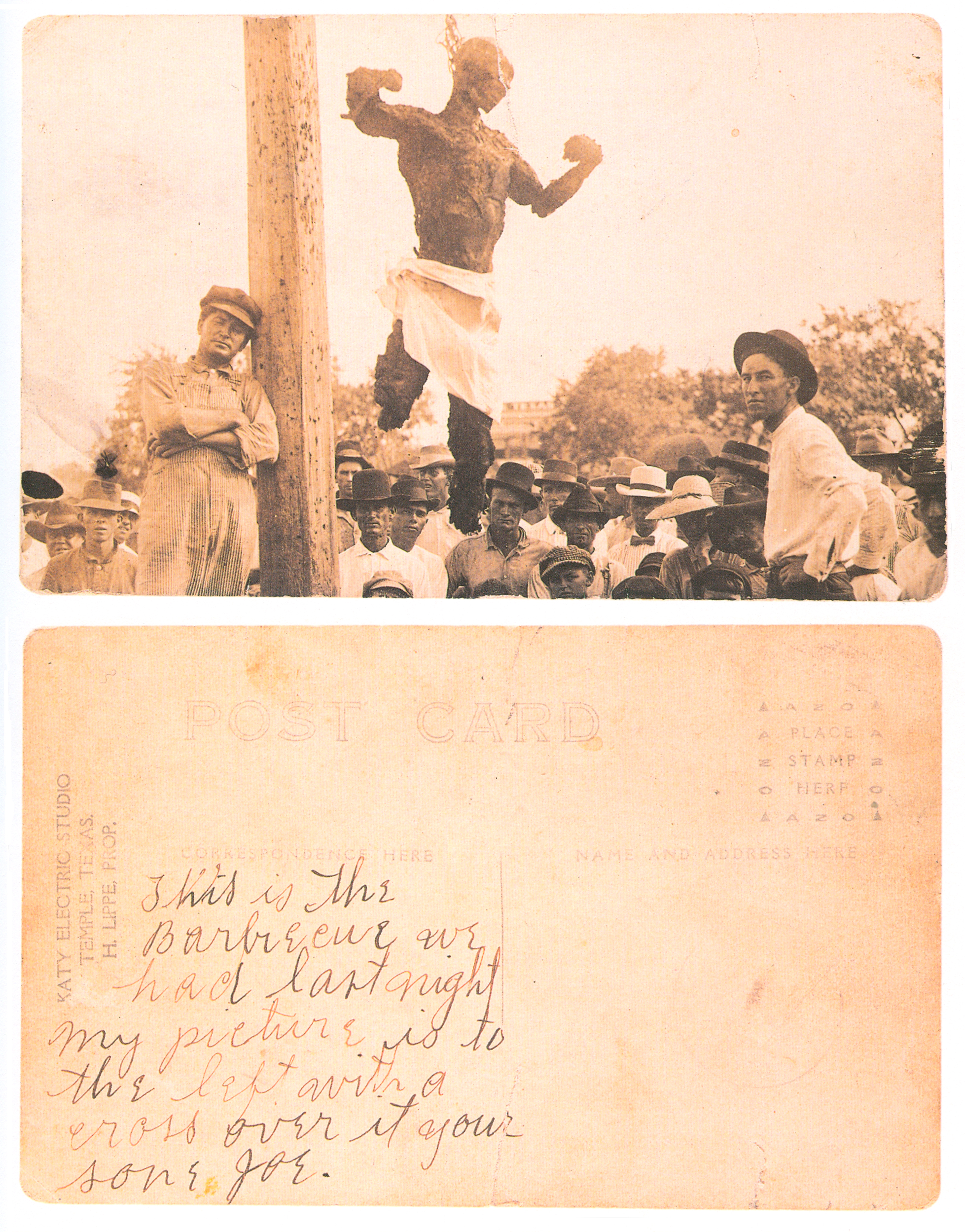
Kvarlevorna av Will Stanley, dömd för mord på en vit kvinna, 1915.[8] Vykortet skickat från son till mor: Från grillfesten i går kväll. Du ser mig till vänster under korset. Din son, Joe.
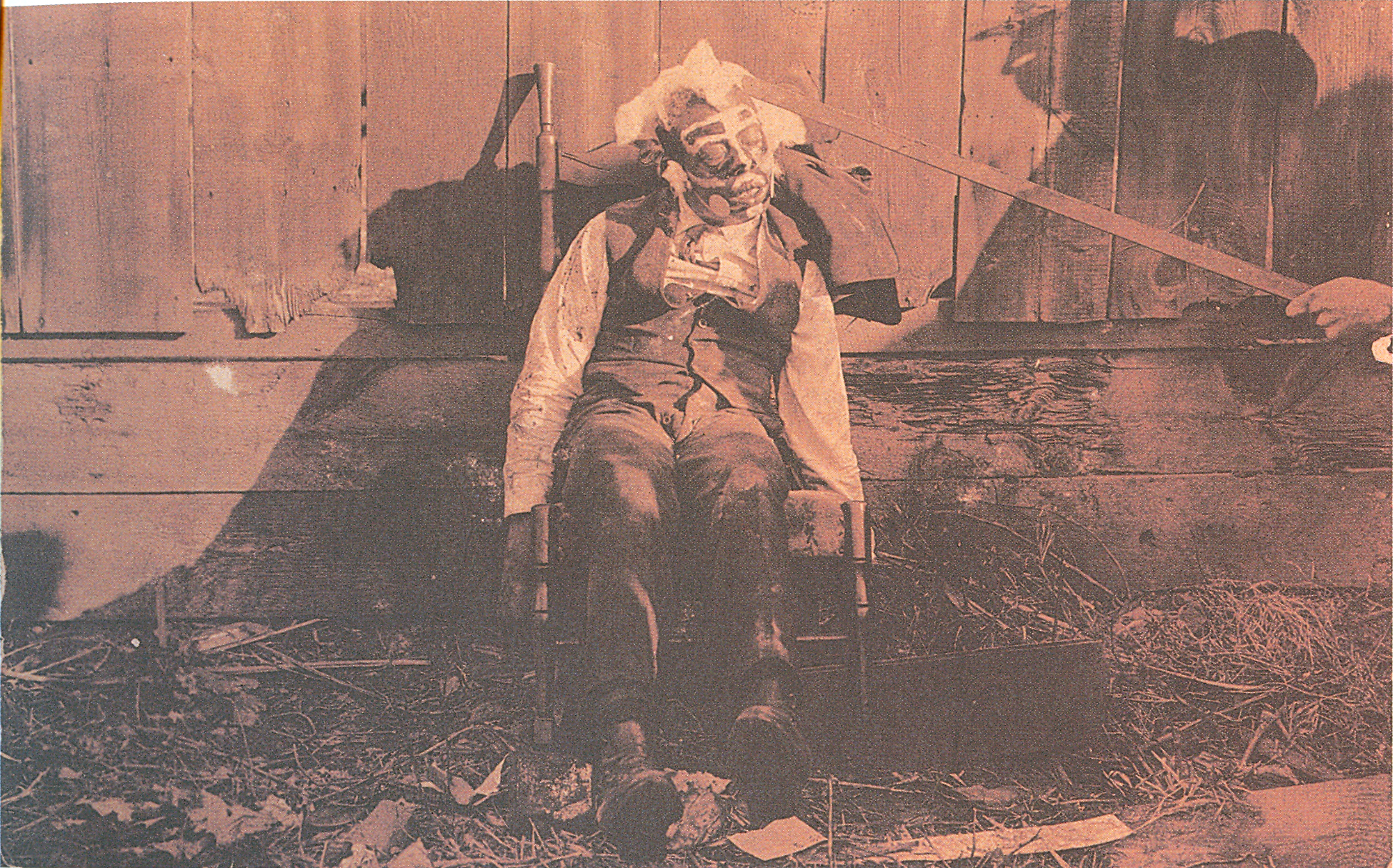
Okänd man. Blodbestänkt, målad i ansiktet och med bomull fästat i ansikte och hår. Staven håller huvudet uppe.